# Johannes Rosenrod

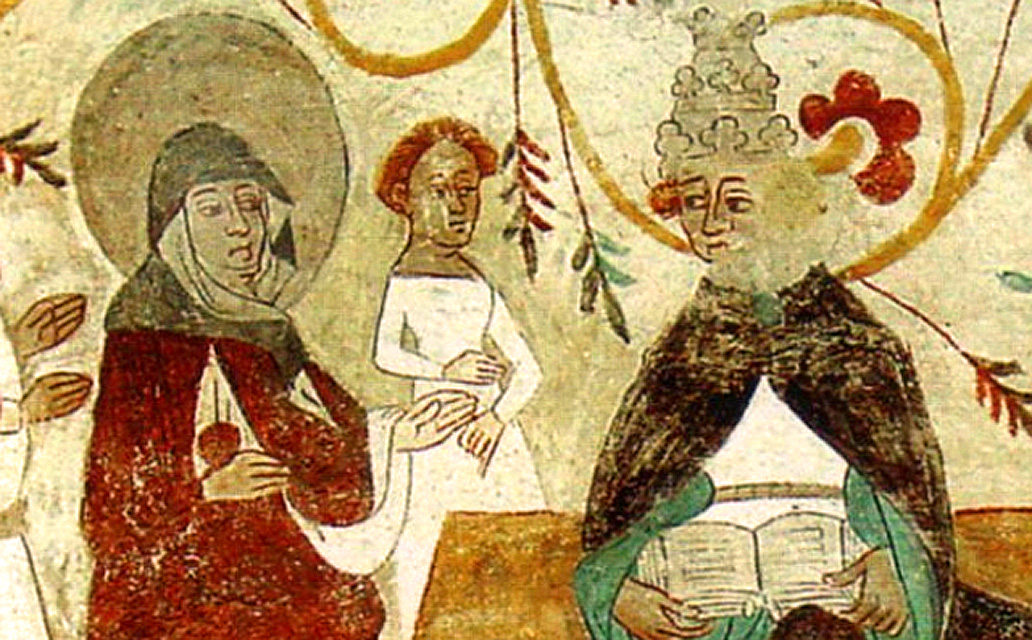
Birgitta von Schweden mit ihrem Sohn Birger vor Urban V. Kalkmalerei von Johannes Rosenrod in der Kirche von Tensta.

Johannes Rosenrod (im 15. Jahrhundert) war einer der vornehmsten Künstler unter den Malern, die im Spätmittelalter die vielen Kirchenmalereien in der Svea-Landschaft ausführten. Über seine Person ist nichts bekannt. Möglicherweise war er Deutscher. Seine wichtigsten überlieferten Arbeiten sind die Wandmalereien in der Tensta-Kirche, 20 km nördlich von Uppsala, die er 1437 selbst signiert hat. Aber auch in der Dänemarks-Kirche in Uppsala hat er Malereien hinterlassen. Sein Stil ist von einer reichen und eleganten Blumenornamentik charakterisiert, die die kraftvoll gemalten Figurenszenen umgibt.